# Stichodactyla helianthus

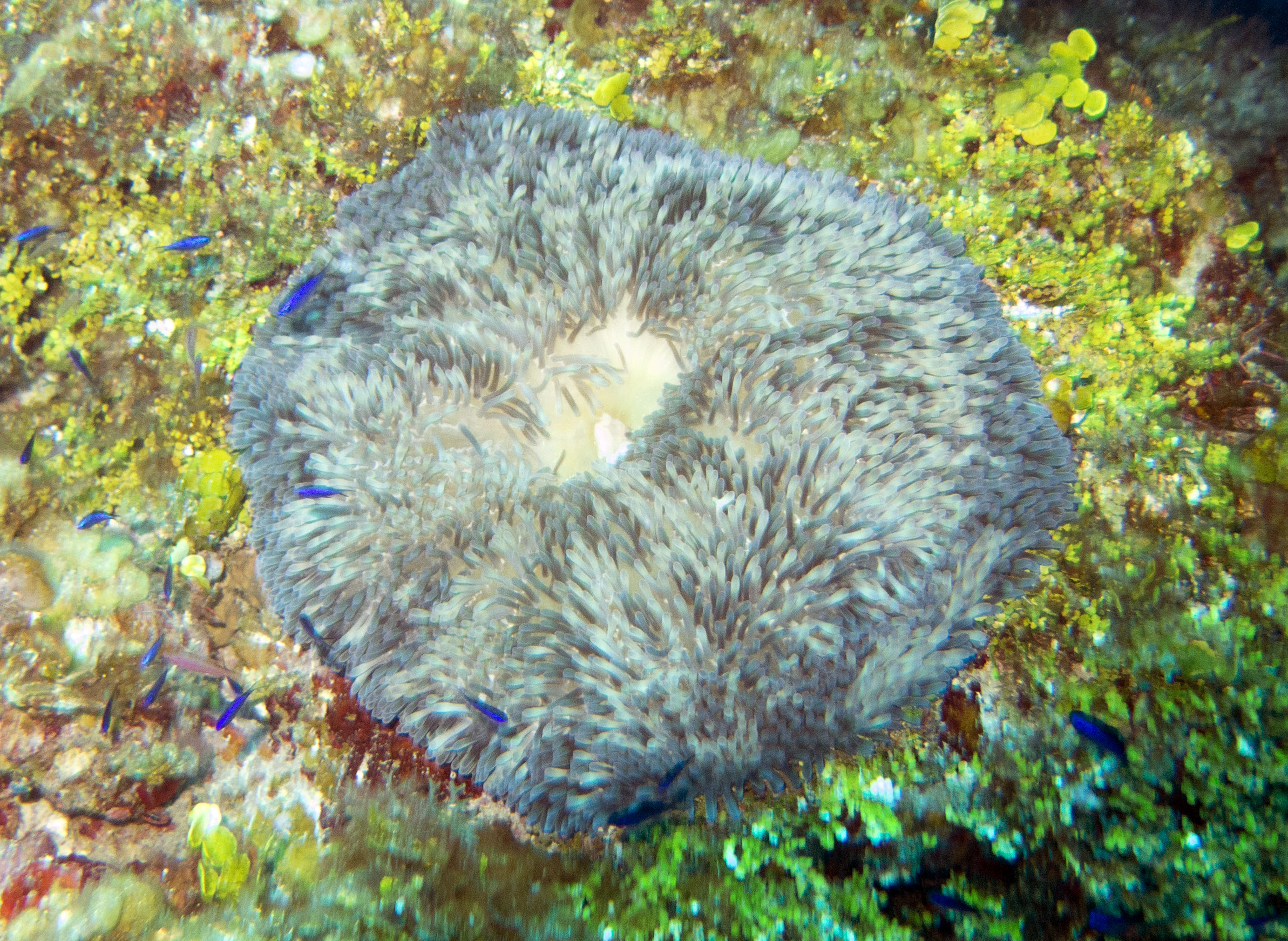
Stichodactyla helianthus, Cozumel, México

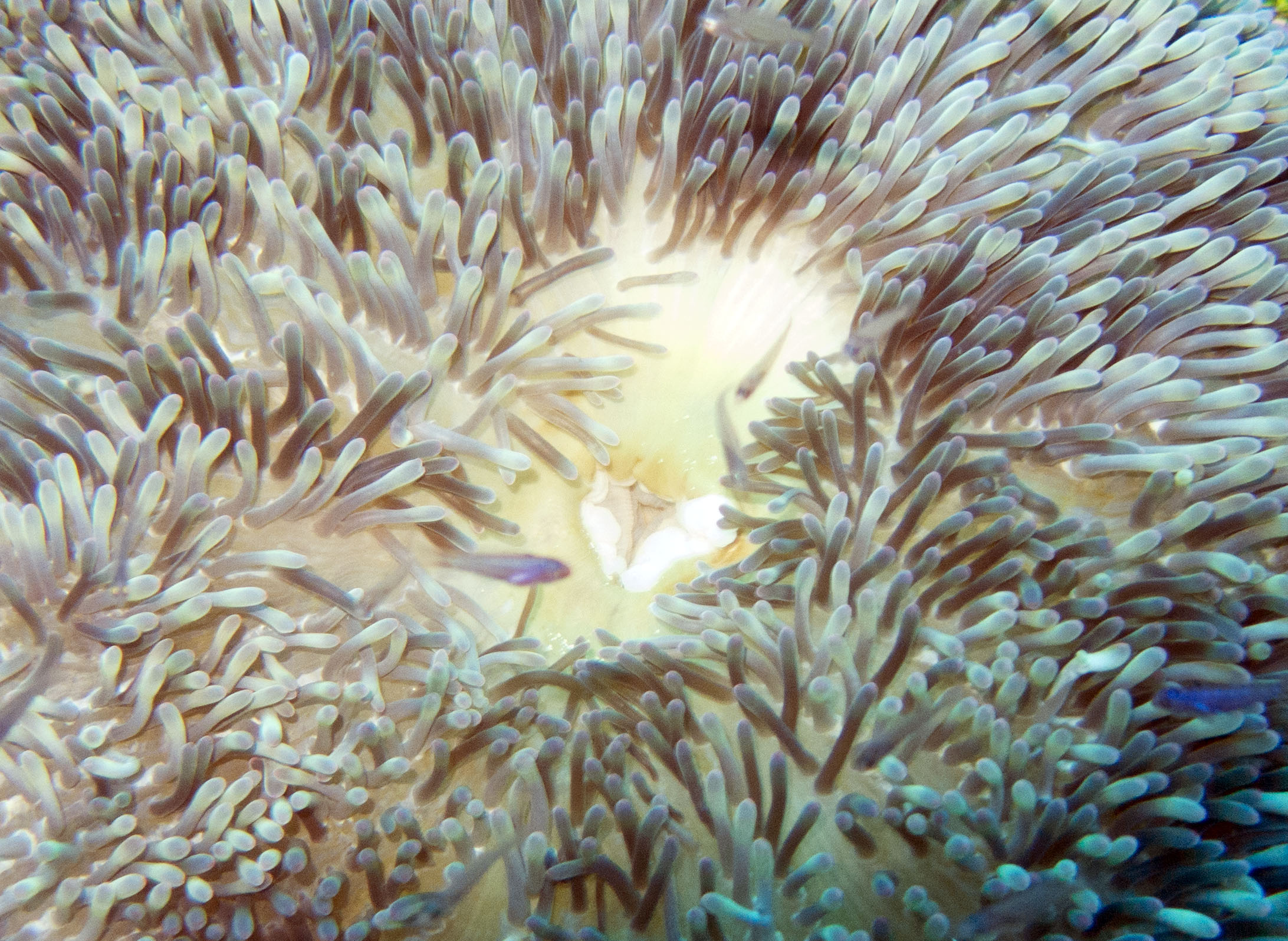
Boca y disco oral de Stichodactyla helianthus en Cozumel, México

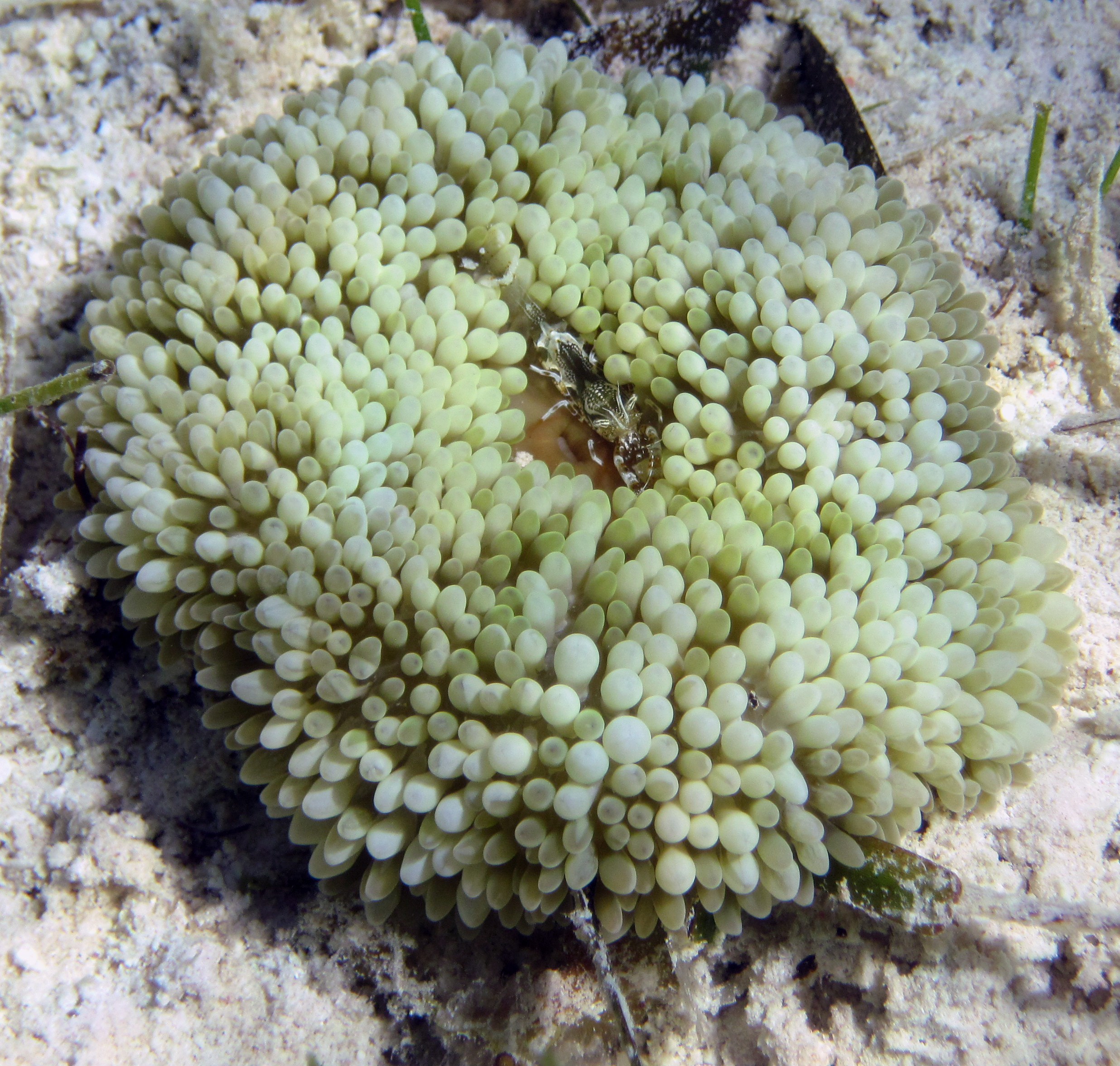
Periclimenes rathbunae en S. helianthus, isla San Salvador, Bahamas

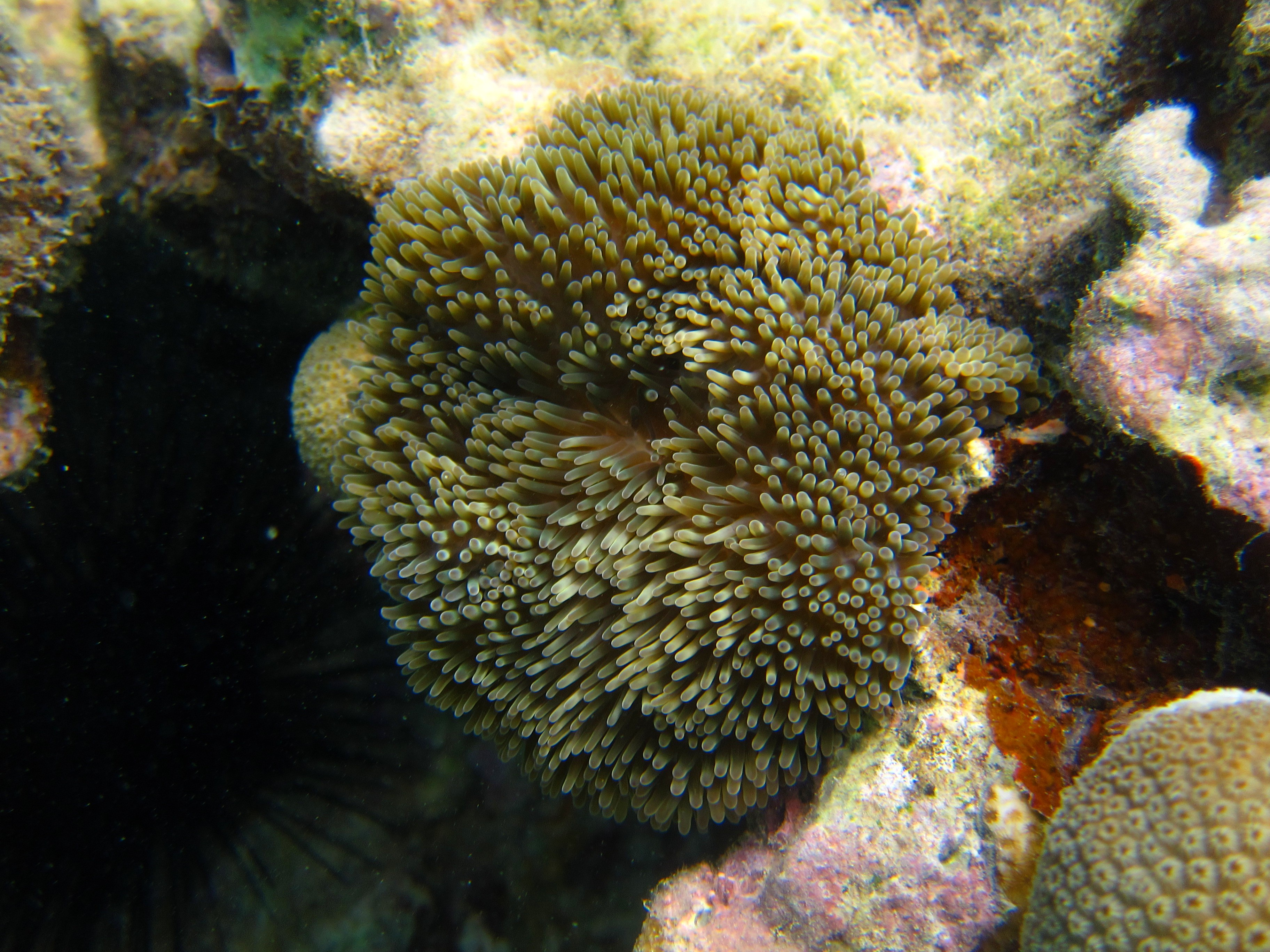
Stichodactyla helianthus, en isla Culebra, Puerto Rico

La anémona sol (Stichodactyla helianthus) es una especie de anémona de mar, de la familia Stichodactylidae.
El nombre de la especie proviene de las palabras griegas ἡλιος, sol, y ἀνθος, flor.
Es de las denominadas anémonas hospedantes, que mantienen una relación mutualista con otros animales, en su caso con cangrejos de la especie Mithraculus cinctimanus y  Periclimenes yucatanicus, estableciendo una relación de convivencia. De esta manera, los cangrejos se protegen de sus predadores entre los tentáculos urticantes de la anémona, y esta se beneficia de la limpieza de su disco oral y tentáculos como consecuencia de los continuos movimientos de los cangrejos.

## Morfología
Su cuerpo es cilíndrico. Su extremo basal es un disco plano que funciona como pie, el disco pedal, y su extremo apical es el disco oral, el cual tiene la boca en el centro, y alrededor tentáculos compuestos de cnidocitos, células urticantes provistas de neurotoxinas paralizantes en respuesta al contacto. La anémona utiliza este mecanismo para evadir enemigos o permitirle ingerir presas más fácilmente hacia la cavidad gastrovascular.
Los tentáculos son cortos, con la punta redondeada, y coloreados en un tono marrón dorado, amarillo o verde. Zona central sin tentáculos.
Alcanza los 30 cm de diámetro, aunque su tamaño medio es de 12 cm.
A partir de S. helianthus, se han aislado proteínas hidrofílicas conocidas como sticholysinas y/o actinoporinas, que son utilizadas por la anémona para defensa y captura de presas.
Asimismo, una toxina producida por esta anémona, denominada ShK, es un potente inhibidor de los canales de potasio. Esta toxina está siendo investigada para el tratamiento de la esclerosis múltiple.

## Hábitat y distribución
Suelen habitar en fondos rocosos, en frentes de arrecife y lagunas coralinas. Zonas de pendiente con corriente moderada. Se alojan en grietas rocosas, dejando tan sólo el disco oral a la vista.
Entre 1 y 43 m de profundidad, más frecuente entre 1 y 9 m.
Se distribuyen en aguas tropicales del océano Atlántico oeste, desde la costa de Florida, Golfo de México y el Caribe.

## Alimentación
Las anémonas contienen algas simbióticas llamadas zooxantelas. Las algas realizan la fotosíntesis produciendo oxígeno y azúcares, que son aprovechados por las anémonas, y se alimentan de los catabolitos de la anémona (especialmente fósforo y nitrógeno). No obstante, las anémonas se alimentan tanto de los productos que generan estas algas (entre un 75 y un 90 %), como de las presas de zooplancton o peces, que capturan con sus tentáculos.

## Reproducción
Las anémonas se reproducen tanto asexualmente, por división, en la que el animal se divide por la mitad de su boca formando dos clones; o utilizando glándulas sexuales, encontrando un ejemplar del sexo opuesto. En este caso, se genera una larva plánula ciliada que caerá al fondo marino y desarrollará un disco pedal para convertirse en una nueva anémona.
S. helianthus forma grandes grupos de individuos clonados por división, y en zonas de su rango, es una especie dominante debido a su proliferación mediante este método de reproducción asexual.

## Mantenimiento
Necesita luz intensa y fuerte corriente. Alimentar dos veces por semana con artemia o misys.